# السحيحة (المعافر)

تعديل مصدري - تعديل

السحيحه هي إحدى قرى مديرية المعافر بمحافظة تعز اليمنية، بلغ تعداد سكانها 2125 نسمة حسب التعداد السكاني في اليمن في 2004.